# La hora fría
La hora fría és una pel·lícula espanyola de ciència-ficció presentada en el XXXIX Festival Internacional de Cinema Fantàstic de Catalunya del 2006, escrita i dirigida per Elio Quiroga, i produïda per Eqlipse Producciones Cinematográficas, coneguda en el panorama internacional pel nom de The Dark Hour, o la traducció directa: The Cold Hour. La pel·lícula mostra la vida d'una comunitat de vuit supervivents d'una guerra apocalíptica i la seva lluita contra uns homes transformats en zombis.

## Argument
Un grup de persones, pocs dels supervivents de la humanitat després de la Gran Guerra, viuen tancades en unes vastes instal·lacions de les quals no poden sortir, ja que en l'exterior espera una amenaça de la qual a penes parlen. Fins i tot en el que és la seva llar, no estan fora de perill, perquè els Estranys, –els homes que s'han convertit en zombis, per causa de les armes químiques de l'enemic–, i els Invisibles, –uns espectres malignes–, els persegueixen fins i tot allí dins.
Quan les medicines i aliments comencen a escassejar, el grup ha d'abandonar l'àrea segura per a aventurar-se a la recerca de queviures, una incursió que despertarà a les forces que s'oculten als voltants del lloc. El grup es veurà llavors obligat a lluitar per la seva vida, fins que, reduïts en número han de sortir a l'exterior, moment en el qual l'espectador descobreix una terrible realitat.

## Repartiment
- Silke - Maria
- Omar Muñoz - Jésus
- Pepo Oliva - Judas
- Carola Manzanares - Magda
- Jorge Casalduero - Pedro
- Julio Perillán - Pablo
- Nadia de Santiago - Ana

## Producció
"La hora fría", coproduïda per Margaret Nicoll, va ser rodada en platons cedits pel Ministeri de Defensa d'Espanya, i realitzada amb tecnologia digital, amb Jérôme Debève i Juan A. Ruiz com a coproductors i supervisors d'efectes visuals, realitzats per La Huella FX.
va ser el muntador. La pel·lícula va tenir una llarga fase d'efectes visuals i tot el seu color va ser retocat per mitjans digitals, treball a càrrec del colorista Régis Barbey mà a mà amb el director de fotografia Ángel Luis Fernández (habitual col·laborador de Pedro Almodóvar, Fernando Trueba i Víctor Erice).
Mitjançant la màgia digital s'ha aconseguit crear des del baf de l'alè dels actors, originat pel gèlid fenomen que dona títol a la pel·lícula, a les criatures monstruoses que els terroritzen, passant per la fusió d'imatges rodades en Canàries i la península, i fins i tot la creació de decorats digitals.
Els éssers que apareixen en la pel·lícula van ser creats per Pablo Fernández Valbuena, dissenyador conceptual especialitzat en la creació de criatures per a videojocs, i guanyador del CG Choice Award de GgTalk.

### Música i efectes visuals
La banda sonora de la pel·lícula va ser composta per Alfons Conde, i interpretada per la Orquestra Simfònica de Bratislava. Segueix un concepte de Música de programa, en la línia de compositors com Jerry Goldsmith o Elliot Goldenthal, molt narrativa i estretament vinculada amb el disseny de so, a càrrec de Gabriel Gutiérrez.
Els efectes visuals de la pel·lícula són a càrrec de La Huella Efectos Digitales.

## Crítica
El crític Jordi Costa va escriure en El País sobre la pel·lícula que "la seva estètica és lletgista, algunes de les seves interpretacions són de pa sucat amb oli i el cineasta cau en alguna ingenuïtat, però el conjunt treu considerable partit de les seves limitacions".
HorrorNews va dir: El director i escriptor Elio Quiroga té un gran sentit de la tristesa barrejat amb el drama que succeeix a aquesta pel·lícula de vegades lent. La combinació d'elements fa que sigui una història i una progressió interessants que són molt originals a molts nivells tot i que encara roman familiaritzat amb els altres.